# Бекбулатов, Дмитрий Максимович
Дмитрий Максимович Бекбулатов (Бик-Булатов) (27 января [8 февраля] 1807—8 [20] января 1876) — генерал-майор русской императорской армии.

## Биография
В службу вступил в 1820 году. Участвовал в русско-турецкой войне 1827—1828 гг.
С 1858 года участвовал в сражениях на Кавказе; награждён орденом Св. Георгия 4-го класса (26 ноября 1858, № 10107; за выслугу), орденами Св. Владимира 4-й степени с мечами и бантом (1860) и 3-й степени (1862).
С 1864 года — в чине генерал-майора.
Был землевладельцем Оренбургской и Московской губерний; в 1875 году был внесён во 2-ю часть родословной книги дворянства Московской губернии.
Жена — Настасья Михайловна Ильина. Сыновья — Евгений (род. 1865) и Константин (род. 1868); дочери — Людмила (род. 1863) и Вера (род. 1871).
Умер 8 (20) января 1876 года: похоронен на Введенском кладбище (14 уч.).